# Partido judicial de Hospitalet de Llobregat
El Partido judicial de Hospitalet de Llobregat  es uno de los 49 partidos judiciales en los que se divide la comunidad autónoma de Cataluña, siendo el partido judicial n.º 17 de la provincia de Barcelona.
El ámbito territorial, que viene regulado por el Real Decreto 529/1983, de 9 de marzo, comprende las localidades de :
Hospitalet de Llobregat
Cuenta con ocho Juzgados de primera instancia, cinco Juzgados de instrucción y un Juzgado de Violencia sobre la Mujer.